# 近絶滅種
IUCNのレッドリストにおける 絶滅寸前（ぜつめつすんぜん、Critically Endangered）とは、保全状況を示すカテゴリーの1つである。ある生物種（または亜種）の個体数が極めて減少している場合、または今後個体数が激減すると推測される場合に、絶滅寸前種に分類される。その基準として、3世代以内に個体数が80%減少した（または今後減少する可能性が高い）種を絶滅寸前としている。
なお、公益財団法人世界自然保護基金ジャパンは、Critically Endangeredの訳語を「近絶滅種」としている。

## 概要
IUCNでは、生息調査が行われているものの、恐らく絶滅したと考えられる種については、絶滅種とはせず絶滅寸前種にカテゴライズしている。一方で、バードライフ・インターナショナルは、そのような種については「絶滅した可能性あり」（Possibly Extinct）というカテゴリーに分類すべきであると提案している。
日本の環境省が作成したレッドデータブックには、IUCNの絶滅寸前に相当するカテゴリーとして、絶滅危惧IA類が定められている。ただし、種を絶滅危惧IA類に選定する基準は、IUCNと全く同じではない。

## 掲載種
最新の2016年9月版で、2,582種の動物、2,493種の植物が絶滅寸前と評価されている。
IUCNのレッドリストで絶滅寸前として掲載されている種については、Category:Critically endangeredを参照。